# Грабар Микола Федорович
Грабар Мико́ла Фе́дорович (нар. 23 листопада 1962, м. Хуст, Закарпатська область) — голова Української спілки боротьби з мафією та корупцією; президент Всеукраїнського центру захисту прав людини; адвокат адвокатури м. Києва. Народний депутат України 2-го скликання (1994—1998).

## Біографія
Народився у м. Хусті, Закарпатської області); українець; батько Федір Федорович (1932) і мати Марія Василівна (1927) — пенсіонери; дружина Марія Олександрівна (1959) — історик, юрист; доньки Ірина (1983), Марина (1984).
Освіта: Київський університет ім. Т. Шевченка (1984), юрист; Київський державний економічний університет, економіст.
Квітень 2002 — кандидат в народні депутати України, виборчій округ № 219, м. Київ, самовисування. «За» 7,92 %, 2 місце з 15 претендентів. На час виборів: адвокат адвокатури м. Києва, безпартійний.
Березень 1998 — кандидат в народні депутати України, виборчій округ № 74, Закарпатська область. З'явилось 64,8 %, «за» 7,1 %, 5 місце з 19 претендентів. На час виборів: народний депутат України, член ПРП. Кандидат в народні депутати України від ПРП, № 14 в списку.
Народний депутат України 2-го скликання з серпня 1994 (2-й тур) до червня 1998, Хустський виборчій округ № 176. На час виборів: голова постійної комісії Київської міськради з правопорядку. Член депутатської групи «Реформи». Член Комітету з питань законності та правопорядку.
Працював юрисконсультом на підприємстві. З грудня 1986 — стажер, помічник, старший помічник прокурора Ленінградського району м. Києва. Березень 1990 — червень 1994 — голова постійної комісії Київської міськради народних депутатів з правопорядку та боротьби з організованої злочинністю. З червня 1994 — член комісії Київської міськради мандатної, з законності, правопорядку та боротьби зі злочинністю. Один з ініціаторів і засновників Центру захисту прав людини та Української спілки боротьби з мафією та корупцією. Створив юридичну, адвокатську фірму «Київ-Хуст».
1997—1998 — член правління партії «Реформи і порядок».
Кандидат у Президенти України на виборах 2004 року. У 1-му турі 19675 голосів (0.07 %), 12-е місце серед 24 претендентів.
Тричі обирався депутатом Київської міської ради (1990—1994 рр., 1994—1998 рр., 1998—2002 рр.).
Майстер спорту з важкої атлетики, розрядник з багатьох ігрових видів спорту.
Володіє українською, англійською та французькою мовами.
Захоплення: плавання, класична музика, туризм та мандрівки.